# Јокохама
Јокохама (јап. 横浜市) град је у Јапану у префектури Канагава у Токијском заливу. Према попису становништва из 2005. у граду је живело 3.579.133 становника. Други је град у Јапану (иза Токија) по броју становника. Највећа је лука и велики индустријски центар Јапана. Скоро је спојен са Токијом.

## Географија
Налази се у регији Канто и префектури Канагава. Налази се на западној страни Токијског залива, 30 километара од Токија, са којим је повезан бројним пругама и ауто-путевима. Многи становници Јокохаме раде у Токију и забављају се у Токију, а само спавају у Јокохами. Токио, Јокохама и Кавасаки чине један мегаполис.
У близини града река Цуруми се улива у море.
Познате зграде у Јокохами укључују Јокохама ландмарк тауер и Јокохама беј бриџ.

### Клима
Јокохама има влажну суптропску климу (Копен: Cfa) са врућим, влажним летима и прохладним зимама. Клима је веома пријатна услед близине мора. Средња годишња температура се креће између 16 и 17 °C. Средња температура у јануару је 5,6 °C а у августу 26,4 °C. Годишња количина падавина износи 1 630 mm. Највише падавина се излучује у јуну и септембру.
| Клима Јокохоме (1991−2020 нормале, екстреми 1896−садашњост) | Клима Јокохоме (1991−2020 нормале, екстреми 1896−садашњост) | Клима Јокохоме (1991−2020 нормале, екстреми 1896−садашњост) | Клима Јокохоме (1991−2020 нормале, екстреми 1896−садашњост) | Клима Јокохоме (1991−2020 нормале, екстреми 1896−садашњост) | Клима Јокохоме (1991−2020 нормале, екстреми 1896−садашњост) | Клима Јокохоме (1991−2020 нормале, екстреми 1896−садашњост) | Клима Јокохоме (1991−2020 нормале, екстреми 1896−садашњост) | Клима Јокохоме (1991−2020 нормале, екстреми 1896−садашњост) | Клима Јокохоме (1991−2020 нормале, екстреми 1896−садашњост) | Клима Јокохоме (1991−2020 нормале, екстреми 1896−садашњост) | Клима Јокохоме (1991−2020 нормале, екстреми 1896−садашњост) | Клима Јокохоме (1991−2020 нормале, екстреми 1896−садашњост) | Клима Јокохоме (1991−2020 нормале, екстреми 1896−садашњост) |
| Показатељ \ Месец                                           | .Јан.                                                       | .Феб.                                                       | .Мар.                                                       | .Апр.                                                       | .Мај.                                                       | .Јун.                                                       | .Јул.                                                       | .Авг.                                                       | .Сеп.                                                       | .Окт.                                                       | .Нов.                                                       | .Дец.                                                       | .Год.                                                       |
| ----------------------------------------------------------- | ----------------------------------------------------------- | ----------------------------------------------------------- | ----------------------------------------------------------- | ----------------------------------------------------------- | ----------------------------------------------------------- | ----------------------------------------------------------- | ----------------------------------------------------------- | ----------------------------------------------------------- | ----------------------------------------------------------- | ----------------------------------------------------------- | ----------------------------------------------------------- | ----------------------------------------------------------- | ----------------------------------------------------------- |
| Апсолутни максимум, °C (°F)                                 | 20,8 (69,4)                                                 | 24,8 (76,6)                                                 | 24,5 (76,1)                                                 | 28,7 (83,7)                                                 | 31,3 (88,3)                                                 | 36,1 (97)                                                   | 37,2 (99)                                                   | 37,4 (99,3)                                                 | 36,2 (97,2)                                                 | 32,4 (90,3)                                                 | 26,2 (79,2)                                                 | 23,7 (74,7)                                                 | 37,4 (99,3)                                                 |
| Максимум, °C (°F)                                           | 10,2 (50,4)                                                 | 10,8 (51,4)                                                 | 14,0 (57,2)                                                 | 18,9 (66)                                                   | 23,1 (73,6)                                                 | 25,5 (77,9)                                                 | 29,4 (84,9)                                                 | 31,0 (87,8)                                                 | 27,3 (81,1)                                                 | 22,0 (71,6)                                                 | 17,1 (62,8)                                                 | 12,5 (54,5)                                                 | 20,2 (68,4)                                                 |
| Просек, °C (°F)                                             | 6,1 (43)                                                    | 6,7 (44,1)                                                  | 9,7 (49,5)                                                  | 14,5 (58,1)                                                 | 18,8 (65,8)                                                 | 21,8 (71,2)                                                 | 25,6 (78,1)                                                 | 27,0 (80,6)                                                 | 23,7 (74,7)                                                 | 18,5 (65,3)                                                 | 13,4 (56,1)                                                 | 8,7 (47,7)                                                  | 16,2 (61,2)                                                 |
| Минимум, °C (°F)                                            | 2,7 (36,9)                                                  | 3,1 (37,6)                                                  | 6,0 (42,8)                                                  | 10,7 (51,3)                                                 | 15,5 (59,9)                                                 | 19,1 (66,4)                                                 | 22,9 (73,2)                                                 | 24,3 (75,7)                                                 | 21,0 (69,8)                                                 | 15,7 (60,3)                                                 | 10,1 (50,2)                                                 | 5,2 (41,4)                                                  | 13,0 (55,4)                                                 |
| Апсолутни минимум, °C (°F)                                  | −8,2 (17,2)                                                 | −6,8 (19,8)                                                 | −4,6 (23,7)                                                 | −0,5 (31,1)                                                 | 3,6 (38,5)                                                  | 9,2 (48,6)                                                  | 13,3 (55,9)                                                 | 15,5 (59,9)                                                 | 11,2 (52,2)                                                 | 2,2 (36)                                                    | −2,4 (27,7)                                                 | −5,6 (21,9)                                                 | −8,2 (17,2)                                                 |
| Количина падавина, mm (in)                                  | 64,7 (2,547)                                                | 64,7 (2,547)                                                | 139,5 (5,492)                                               | 143,1 (5,634)                                               | 152,6 (6,008)                                               | 188,8 (7,433)                                               | 182,5 (7,185)                                               | 139,0 (5,472)                                               | 241,5 (9,508)                                               | 240,4 (9,465)                                               | 107,6 (4,236)                                               | 66,4 (2,614)                                                | 1.730,8 (68,142)                                            |
| Количина снега, cm (in)                                     | 4 (1,6)                                                     | 4 (1,6)                                                     | 0 (0)                                                       | 0 (0)                                                       | 0 (0)                                                       | 0 (0)                                                       | 0 (0)                                                       | 0 (0)                                                       | 0 (0)                                                       | 0 (0)                                                       | 0 (0)                                                       | 0 (0)                                                       | 9 (3,5)                                                     |
| Дани са падавинама (≥ 0.5 mm)                               | 5,7                                                         | 6,3                                                         | 11,0                                                        | 10,7                                                        | 11,1                                                        | 13,5                                                        | 12,0                                                        | 8,8                                                         | 12,7                                                        | 12,1                                                        | 8,6                                                         | 6,2                                                         | 118,8                                                       |
| Релативна влажност, %                                       | 53                                                          | 54                                                          | 60                                                          | 65                                                          | 70                                                          | 78                                                          | 78                                                          | 76                                                          | 76                                                          | 71                                                          | 65                                                          | 57                                                          | 67                                                          |
| Сунчани сати — месечни просек                               | 192,7                                                       | 167,2                                                       | 168,8                                                       | 181,2                                                       | 187,4                                                       | 135,9                                                       | 170,9                                                       | 206,4                                                       | 141,2                                                       | 137,3                                                       | 151,1                                                       | 178,1                                                       | 2.018,3                                                     |
| Извор: Japan Meteorological Agency                          |                                                             |                                                             |                                                             |                                                             |                                                             |                                                             |                                                             |                                                             |                                                             |                                                             |                                                             |                                                             |                                                             |

## Градски пејзаж
- Ноћни поглед на Јокохаму (2014)
- Поглед са Мозаик мола Кохоку (2015)
- Музеј бродова "Hikawa Maru" (2018)
- Поглед са Јокохомског заливског моста[10] (2007)
- Поглед са Хикава Мару (2014)

## Историја
Јокохама је била рибарски градић, све до средине 19. века. Када се Јапан под америчким утицајем поново почео отварати према свету, Јокохама је одабрана као једна од неколико лука, преко којих ће ићи трговина са светом. Лука је отворена 1859. и брзо је постала најзначајнија лука за трговину са светом.
Пруга, која повезује Токио и Јокохаму изграђена је 1872, што омогућује увоз сировина за једно шире подручје. Раст јапанске индустрије доводи до просперитета града.
Велики Канто земљотрес 1923. је разорио велики део града. Америчким бомбардовањима добар део града је запаљен и уништен. Током америчке окупације Јокохама је била највећа транспортна база за снабдевање и за трупе, а посебно током Корејског рата. Након окупације већина америчке поморске активности пресељено је у Јокосуку.

## Становништво
Према подацима са пописа, у граду је 2005. године живело 3.579.133 становника.
| 1995.     | 2000.     | 2005.     |
| --------- | --------- | --------- |
| 3.307.136 | 3.426.651 | 3.579.133 |

### Популација
Страно становништво Јокохаме од 92.139 укључује Кинезе, Корејце, Филипинце и Вијетнамце.

## Привреда
У Јокохами је индустрија доста развијена. Посебно се истичу индустрије: челика, машинска, електро и електротехничка, превозних средстава, биотехнолошка, полупроводничка, хемијска, одеће и прехрамбена. У граду је такође развијена бродоградња, а постоји и рафинерија. Компанија Нисан има седиште у Јокохами.

## Спорт
Јокохама има фудбалске клубове Јокохама Ф. маринос, ФК Јокохама и ЈСКК, и имала је Јокохама флугелс.
У граду се налази Интернационални стадион Јокохама, највећи стадион Јапана, изграђен у октобру 1997. На овом стадиону игра Јокохама Ф. маринос и одиграна је финална утакмица Светског првенства у фудбалу 2002. У финалу 30. јуна су се сусреле репрезентације Њемачке и Бразила (0:2). Компанија Нисан је главни спонзор, па је стадион преименован у Нисан стадион 1. марта 2005.